# Kravallerna i Nordirland 1969
Kravallerna i Nordirland 1969 ägde rum under perioden 12–17 augusti, vilket var några av de mest våldsamma dagarna under hela konflikten i Nordirland.
Samtidigt med slaget om Bogside i staden Derry ökade oroligheterna i hela Nordirland och framför allt i Belfast. Effekten av kravallerna dessa dagar blev bland annat mer än tio dödade och hundratals skadade. Efter dessa dagar bildades Provisoriska IRA och det skedde en upptrappning av våldet i Nordirland över lång tid.

## Derry
Den 12 augusti 1969 skulle Oranienorden hålla sin årliga marsch och oroligheterna började då denna marsch mötte motdemonstranter. IRA:s Martin McGuinness var den egentliga organisatören av försvaret av området Free Derry, även om Paddy Doherty hade det operativa ansvaret. 
Unionisterna, ledda av Ian Paisley, demonstrerade för Oranienordens rätt att även få gå genom Derrys katolska områden. De människor som var för och de som var emot paraden började bråka. Polisen gick in i Bogside men möttes av ett regn av stenar och bensinbomber. Försvaret var väl organiserat och hade även uppbådat frivilliga läkare och sjuksköterskor som skötte om dem som skadats. Med hjälp av walkie-talkies kunde IRA:s sambandscentral dirigera sina trupper dit där de bäst behövdes. Motståndet tvingade polis och Paisleys unionister att lämna området efter tre dagars våldsamheter (12–14 augusti). Ungefär tusen människor hade skadats, exakt antal är ej känt.

## Belfast

### 13 augusti
Cirka 500 katoliker demonstrerade för att visa sitt stöd för katolikerna i Bogside. Demonstrationen blev våldsam, katoliker och polis började slåss och protestantiska affärer förstördes på Divis street och på Falls Road förstördes bilförsäljaren Isaac Agnews firma.
På natten började båda sidor bygga barrikader mellan katolska Falls Road-området och protestantiska Shankill Road-området.

### 14 augusti
Katolikerna attackerade polisstationen på Divis Street. Denna gata blev tillsammans med Cupar Street fronten mellan områdena, och grupper från båda sidor slogs mot varandra. IRA-män hamnade i eldstrid med polis och unionistiska beväpnade män. Tre protestanter, en katolik, och en polis skadades i eldstriden. Polisen satte in bepansrade bilar för att driva tillbaka katolikerna. När katolikerna retirerade in på eget område, började en protestantisk folkhop, som följt med polisen, att bränna katolska hem och affärer på Dover Street, Percy Street och Beverly Street. IRA gjorde ett motangrepp och hamnade i eldstrid igen med polisen. En protestant dödades, och tre poliser blev skadade. IRA och polisen hade också en eldstrid på Divis Street där åtta människor skadades. Polisbefälhavaren i Belfast, Harold Wolsely, satte in bepansrade bilar med kulsprutor och de började skjuta mot hus där de trodde att det fanns IRA-krypskyttar. De dödade av misstag 9-åriga Patrick Rooney.
Labour Party försökte få Nordirlands inrikesminister att dra tillbaka pansarbilarna men Robert Porter svarade att det var omöjligt då hela stan var i uppror.
I katolska Ardoyne bröt också oroligheter ut. Detta område gränsade till protestantiska Shankill Road-området. Nationalisterna tog kommunala bussar och satte dem i brand. De byggde barrikader för att bilda en gräns mot protestanterna. Eldstrid bröt ut mellan grupperna, osäkra siffror säger att 20 katoliker skadades och två dödades. Flera hus brändes.

### 15 augusti
Katolska familjer flydde därefter till Andersonstown och Ballymurphy. IRA-ledaren Billy McMillen arresterades och protestanterna och polisen bröt igenom den katolska försvarslinjen på Falls Road. Bombay Street, Kashmir Street, Conway Street, Norfolk Street och Cupar Street blev vandaliserade av protestantisk mobb. IRA-mannen Gerald McCauley blev skjuten till döds i kravallerna.
I Ardoyne blev en protestantisk man skjuten med en hagelbössa i ansiktet och dog omedelbart. Men det katolska försvaret höll stånd mot den protestantiska mobb som försökte ta sig in. Polisen var underbemannad i området och kunde inte hålla folkgrupperna åtskilda. Polisen hade koncentrerat sina trupper till Falls Road där det förekom eldstrid med IRA.
Kravallerna avtog, även om det skulle ta några dagar innan våldet helt upphört den 17 augusti.

### Effekt
- 8 döda
- 750 skadade, varav 133 var skottskador (72 katoliker och 61 protestanter)
- 1 505 katolska familjer tvingades flytta.
- 315 protestantiska familjer tvingades flytta.
- 275 affärer förstördes

## Andra städer
Även demonstrationer i andra städer förekom för att visa sitt stöd för katolikerna i Bogside i Derry.
- Dungannon 13 augusti, tre katoliker blev skjutna av polisen efter gatukravaller.
- Dungiven 13 augusti, rapporterades eldstrider.
- Armagh 13 augusti, en katolik dödades av polisen.
- Newry 14 augusti, nationalister omringade polisstationen och attackerade den med bensinbomber.
- Crossmaglen 17 augusti, nationalister omringade polisstationen och attackerar den med bensinbomer.

## Effekt
Efter händelserna fick paramilitära grupper på båda sidor fler anhängare då medborgarna inte ansåg att polisen kunde skydda dem. Det innebar också en etnisk rensning av bostadsområdena i städerna, då katoliker och protestanter inte litade på varandra längre.
Provisoriska IRA bildades av Brendan Hughes, Billy McKee och Joe Cahill och förordade en mer våldsam kamp än IRA. De vägrade ta order från Billy McMillen som de kritiserade för att inte organisera försvaret bättre.
Ulster Volunteer Force och Ulster Defence Association på protestantiska sidan ökade i popularitet.
Effekten blev också att Storbritannien skickade trupper (Operation Banner) till Nordirland då de inte ansåg att de lokala politikerna och polis kunde hantera situationen. Detta var början på konflikten i Nordirland som kom att hålla på ända till 2007.
De så kallade fredsmurarna började byggas efter kravallerna. De omfattar idag ett 40-tal separata murar med en sammanlagd längd av cirka 13 kilometer.